# برونيثورن
برونيثورن (بالإنجليزية: Brunnethorn)‏ هو أحد جبال سلسلة جبال الألب بينيني وجزء من القمة الأم بيلا تولا يقع في كانتون فاليز، سويسرا. يبلغ ارتفاع الجبل حوالي 2952 متر، بينما يبلغ ارتفاع نتوء الجبل 131 متر.